# Dicaelotus signatus
Dicaelotus signatus är en stekelart som beskrevs av Per Abraham Roman 1939. Dicaelotus signatus ingår i släktet Dicaelotus och familjen brokparasitsteklar. Arten är reproducerande i Sverige. Inga underarter finns listade i Catalogue of Life.